# Liste der Monuments historiques in Elven
Die Liste der Monuments historiques in Elven führt die Monuments historiques in der französischen Gemeinde Elven auf.

## Liste der Bauwerke
| Bezeichnung        | Beschreibung                  | Standort | Kennzeichnung | Schutzstatus   | Datum          | Bild           |
| ------------------ | ----------------------------- | -------- | ------------- | -------------- | -------------- | -------------- |
| Kapelle St-Clément | Erbaut im 15./16. Jahrhundert | (Lage)   | PA00091176    | Inscrit        | 1973           | weitere Bilder |
| Schloss Largouët   | Erbaut ab dem 12. Jahrhundert | (Lage)   | PA00091177    | Classé Inscrit | 1862 1932 2000 | weitere Bilder |
| Kirche St-Alban    | Erbaut 1526                   | (Lage)   | PA00091178    | Inscrit        | 1925           | weitere Bilder |

## Liste der Objekte

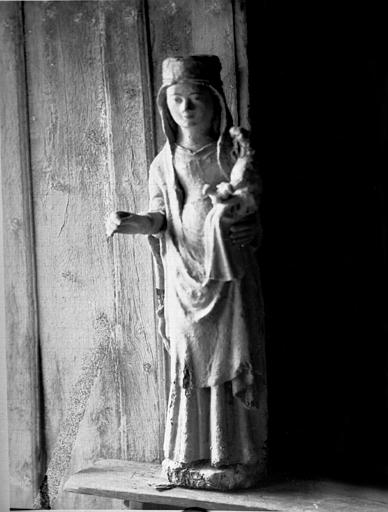
Skulptur Madonna und Kind (16. Jahrhundert) in der Kapelle St-Clément

- Monuments historiques (Objekte) in Elven in der Base Palissy des französischen Kultusministeriums